# Burg Ōno (Echizen)
Die Burg Ōno (japanisch 大野城, Ōno-jō, auch Echizen-Ōno (越前大野) oder Kameyama-jō (亀山城) genannt) befindet sich in der Stadt Ōno in der Präfektur Fukui. In der Edo-Zeit residierten dort zuletzt die Doi als kleinere Fudai-Daimyō.

## Burgherren in der Edo-Zeit
- Ab 1624 ein Zweig der Matsudaira mit 50.000 Koku,
- ab 1635 ein Zweig der Matsudaira mit 50.000 Koku,
- ab 1635 ein Zweig der Matsudaira mit 50.000 Koku,
- ab 1682 ein Zweig der Doi mit 40.000 Koku.

## Geschichte
Im Jahr 1575 Kanamori Nagachika (金森長近; 1524–1608) erbaute im westlichen Teil der Ōno-Ebene auf dem Kameyama (亀山) eine Hügelburg. Nagachika war ein Vasall des Hausältesten Oda Nobunagas, nämlich Shibata Katsuie. Er gehörte, zusammen mit Maeda Toshie (前田利家, 1538–1599) und Sassa Narimasa (佐々成政; 1839–1588) zu den „Drei Großen von Fuchū“ (府中三人衆, Fuchū sannin shū) und hatte von Nobunaga das Gebiet um Ōno in der Provinz Echizen erhalten. Zunächst hatte er die alte Burg Inuyama (戌山城) der Asakura genutzt, die aber nicht verkehrsgünstig lag. So zog er bald an die Kreuzung der Hokuriku- (北陸街道, Hokuriku-kaidō) und Mino-Überlandstraßen (美濃街道, Mino-kaidō) und baute dort eine moderne Burg.
Nach der Schlacht von Shizugatake im Jahr 1583 musste Nagachika die Burg an Toyotomi Hideyoshi übergeben und wurde  1586 nach Takayama in der Provinz Hida versetzt. Es folgte der Vasall des  Yūki Hideyasu (結城秀康), Doi Masaaki (土井正明), der aber anlässlich des Todes Hideyoshis sich das Leben nahm. Sein Sohn Tadatsugu wurde dann versetzt. Ab 1624 kamen die Matsudaira, bis dann 1682 die Doi wieder die Burg übernahmen und dann Burgherren bis zur Meiji-Restauration 1878 blieben.

## Die Anlage

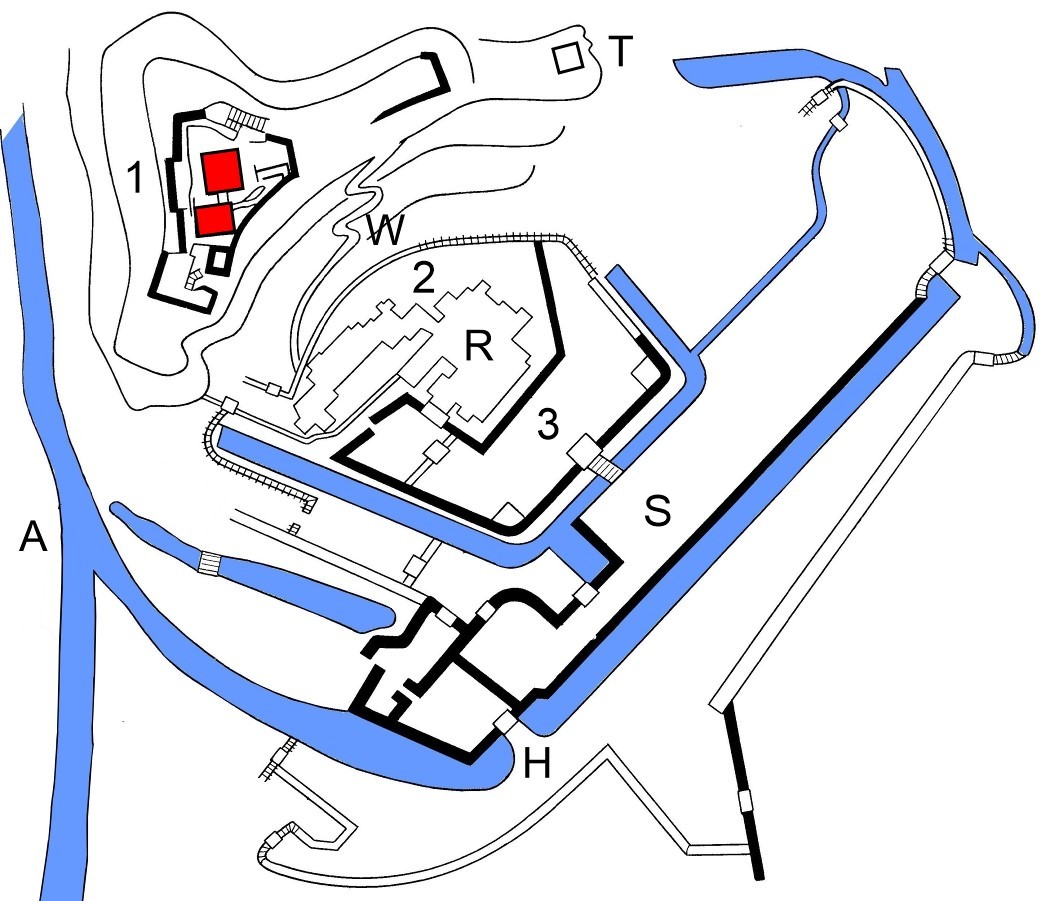
Burg Ono: 1: Hommaru,
2: Ni-no-maru 3: San-no-maru, Rot: Burgturm-Ensemble (Weitere Angaben im Text)

Oben auf der Anhöhe wurde der innerste Burgbereich, das Hommaru (本丸; 1), angelegt mit einem zweistöckigen Burgturm (天守閣, tenshukaku), einem kleinen Burgturm  (小天守, shōtenshu), sowie dem Tengu-shoin (天狗書院) und dem Asagi-Wachturm (麻木櫓, Asagi-yagura; T) am Ostende der Anhöhe. 1775 zerstörte ein Feuer das Hommaru mit seinen Gebäuden. 1795 war die Burg wieder hergestellt, wobei man auf den Wiederaufbau des Burgturms verzichtete.
Am Fuße des Berges wurde im zweiten Bereich, dem Ni-no-maru (二の丸; 2), die durch Wassergräben geschützte Residenz angelegt. Wasser dafür wurde aus dem Fluss Akane (赤根川; A) abgeleitet. Vorgelagert war der dritte Bereich, das San-no-maru (三の丸; 3).  Diesem war ein Außenbereich, das Sotomaru (外丸; S) vorgelagert, in dem sich das Haupttor H (大手門, Ōte-mon) der Burg befand. Dieser untere Bereich war mit der Burg oben auf dem Kameyama über den „Hundert-Klafter-Hangweg“ (百間坂, Hyakken-zaka; W) verbunden.
1871 wurde die Burg abgerissen. 1968 wurde das Burgturm-Ensemble auf dem Kameyama in Beton wiederhergestellt.

## Bilder

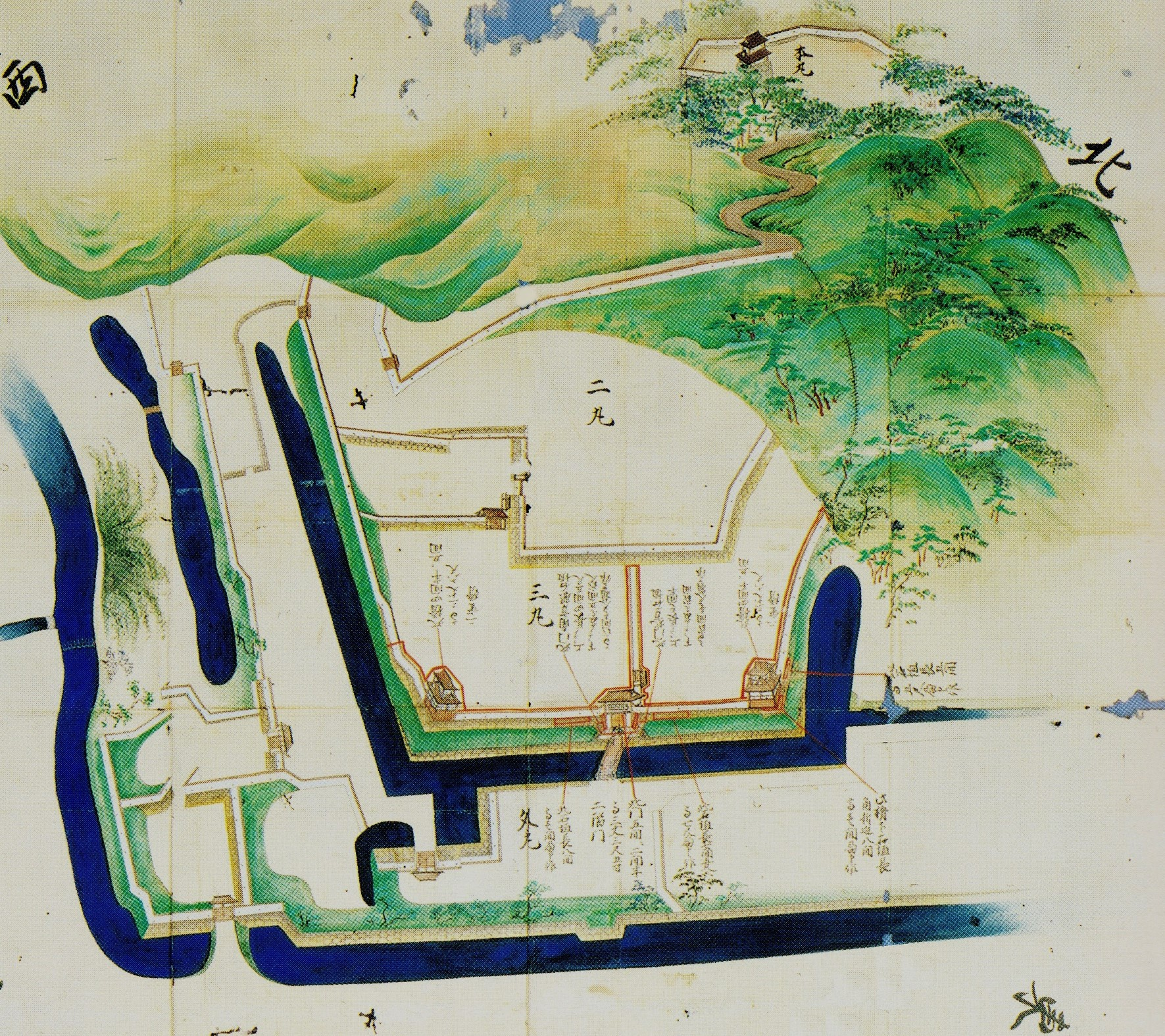
Alter Plan der Burg
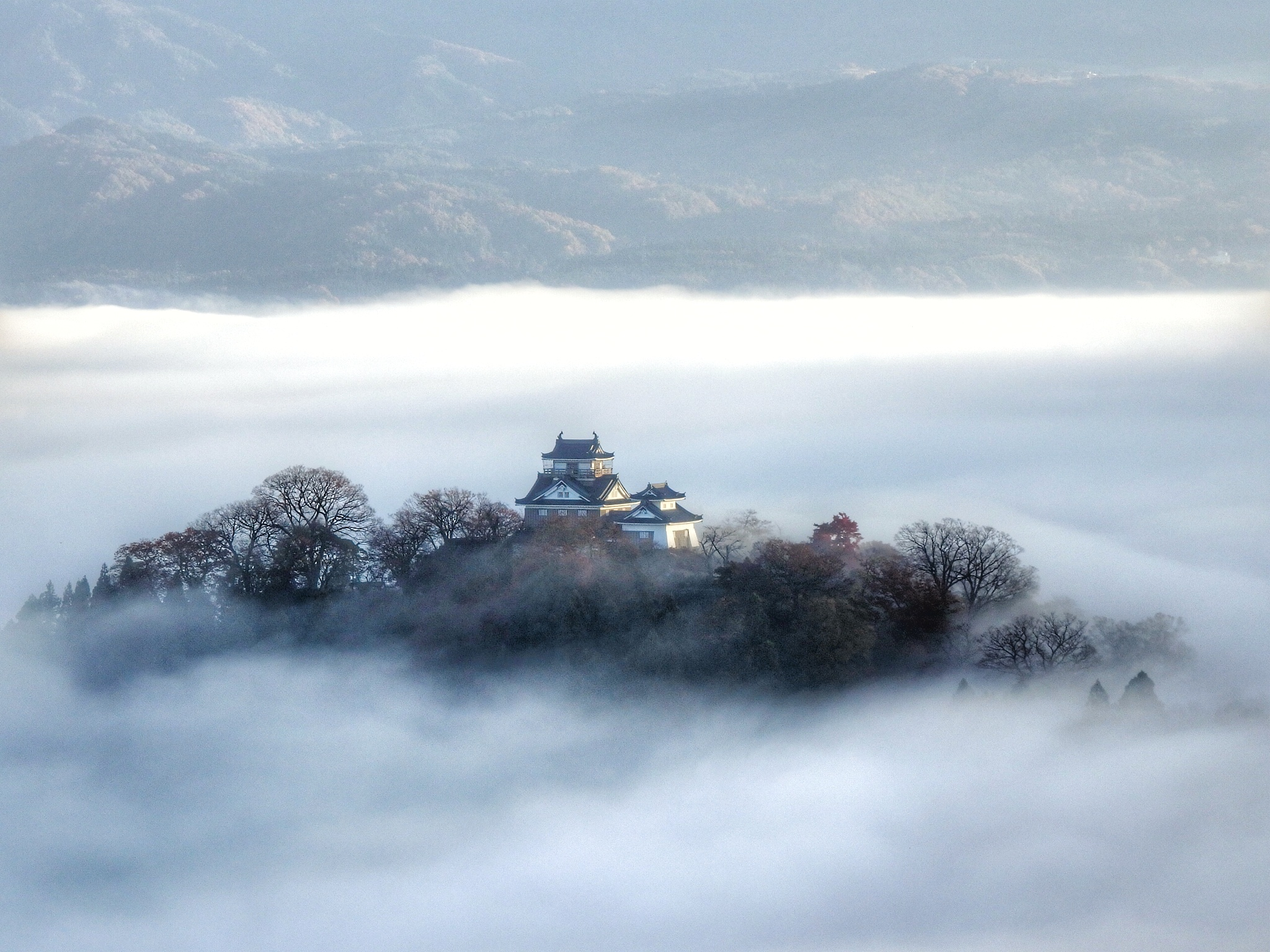
Burgberg im Morgennebel
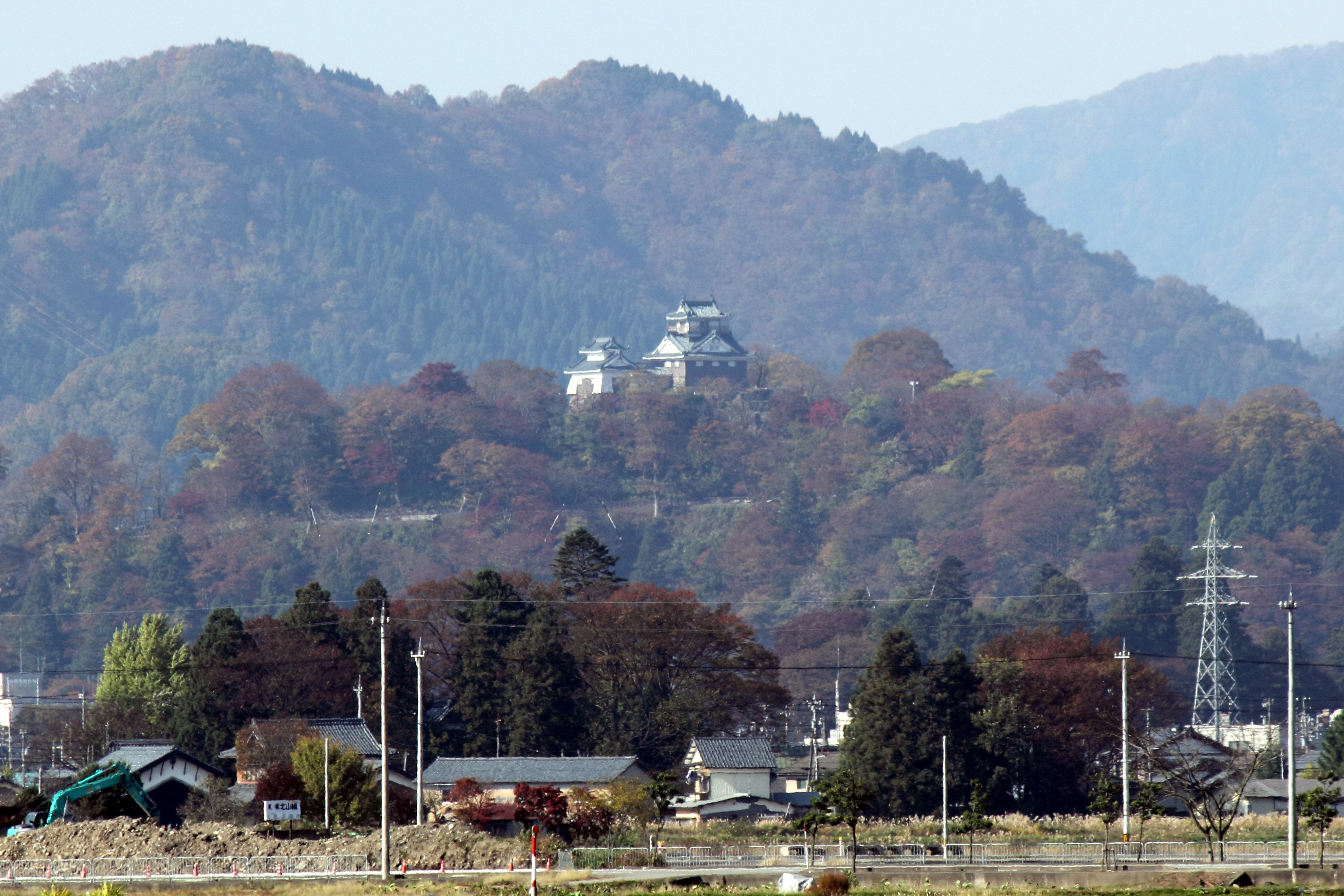
Blick auf die Burg
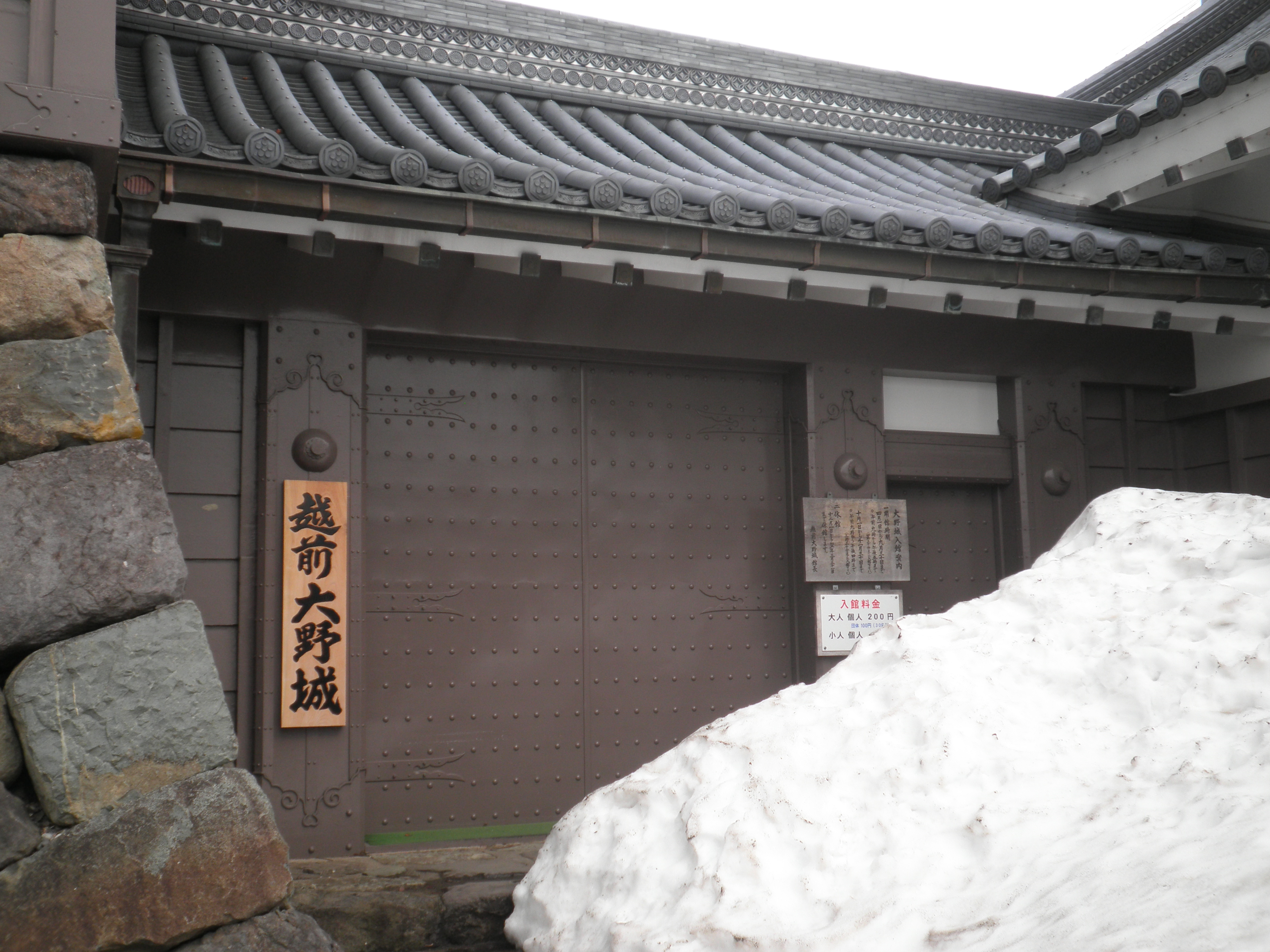
Burgtor
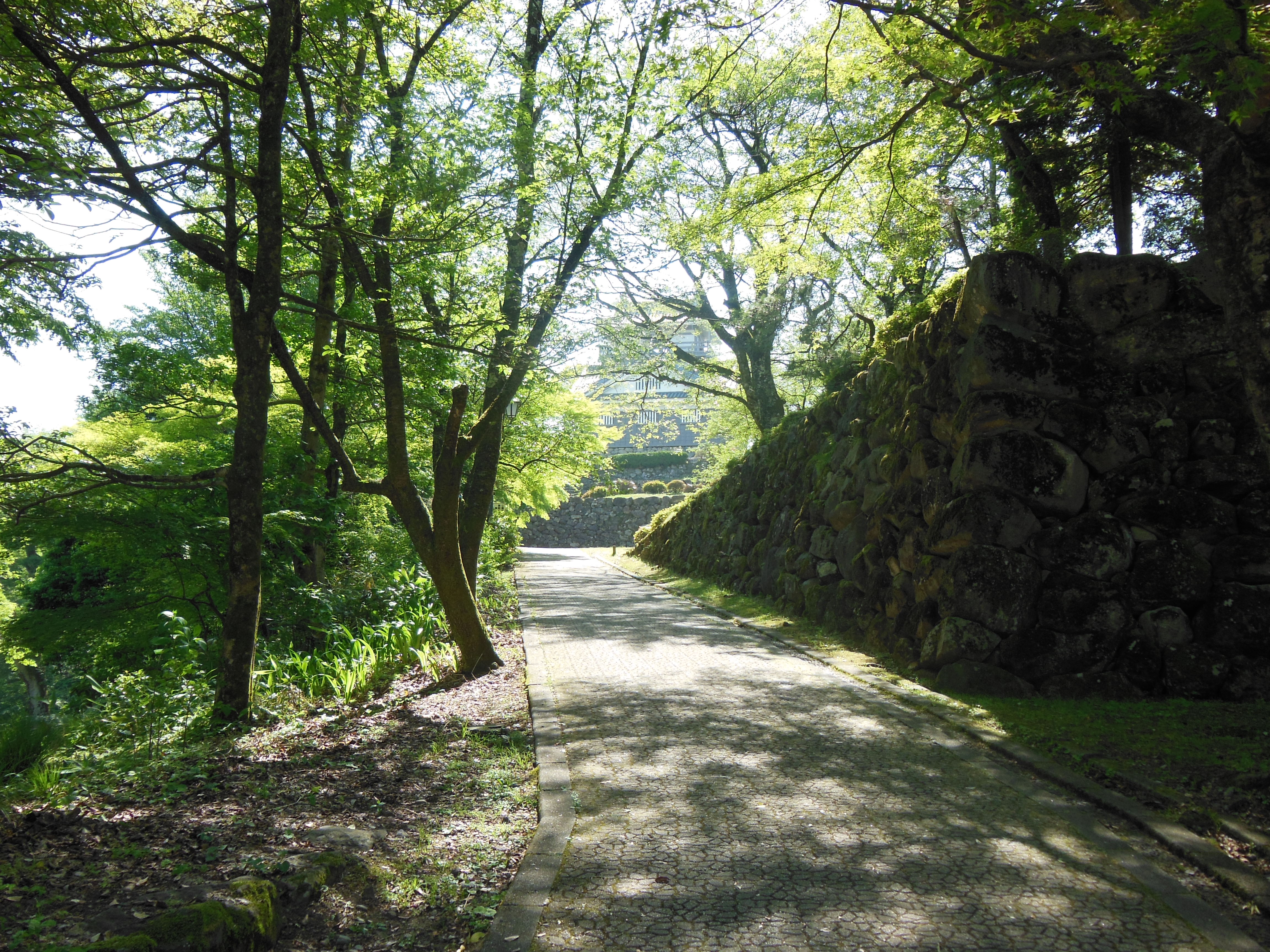
Mauerreste